# Asociación Deportiva Barrio México
El Barrio México Fútbol Club fue un equipo de fútbol costarricense de la ciudad de San José. Fue fundado en 1948 y refundado en el año 2018. Militaba en la Segunda División de Costa Rica antes de su desaparición

## Historia

### Inicio del fútbol en Barrio México

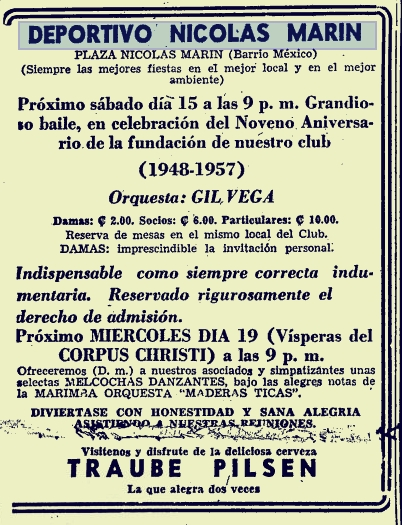
Noveno Aniversario del Deportivo Nicolás Marín publicado en 1957 en el periódico La Nación

El inicio del fútbol en Barrio México está unido al de esa comunidad. En 1910 debido a la destrucción sufrida por el Terremoto de Cartago hubo migración hacia la ciudad de San José. Sumado a migración de europeos en el periodo de entreguerras. Las familias de perfil obrero que buscaban un lugar cercano al centro y a la vez accesible económicamente empezaron a poblar el lugar llamado en ese entonces Rincón de Cubillo. 
El 23 de noviembre de 1923 la comunidad recibe el nombre de Barrio México a solicitud de la Junta Progresista de vecinos en homenaje a la ascendencia mexicana del Gobernador de la provincia José Luján Mata. La inauguración de la comunidad se dio con un partido de fútbol en el que estuvo presente el presidente de la República Julio Acosta.
La cercanía con la Sabana, que era el lugar donde más se practicaba el fútbol en Costa Rica desde finales del siglo XIX, influyó en el desarrollo de ese deporte en el barrio. Además la existencia de un matadero en el barrio hizo que un migrante de apellido Fuett, artesano en la fabricación de balones de coyunda, utilizara los sobrantes de cuero y vejiga para fabricar balones lo cual resultaba una novedad en el país.
En la primera selección nacional de fútbol de Costa Rica que ganó la Copa del Centenario de la Independencia en Guatemala, participó de titular en todos sus partidos Feis Tabash Alice, descendiente de libaneses asentados en Barrio México. Feis jugaba en ese tiempo de back izquierdo en el Club Sport la Libertad y fue reconocido por el Diario La Nación como parte de los mejores once futbolistas costarricenses de la década de los 20´s.
Uno de los principales impulsores de la práctica del fútbol en Barrio México en la década de los 20´s fue Manuel Salazar Rivera quien patrocinó la formación de equipos de la comunidad para jugar en el antiguo Estadio Nacional.
En 1925 se fundó el Club Sport México que entre los años 1932 a 1934 tuvo un equipo en Primera División aunque de corta permanencia y no buenos resultados. Ese equipo desapareció luego del año 1934. El uniforme del Sport México era de rayas rojas y blancas. Su mayor logro fue ser campeón de segunda división y luego llegar a las semifinales del Torneo de Copa de 1934 (llamada en ese año Copa Cafiaspirina) luego de eliminar al Club Sport Herediano y en la que destacó el jugador Feis Tabash, exjugador en 1921 de la primera selección nacional.
El Hispano Atlético también de Barrio México fue subcampeón de Segunda División en 1932 detrás del Buenos Aires. Fue ascendido en la temporada de 1932 a primera división coincidiendo ese año con el Club Sport México. Jugaron esa temporada dos encuentros entre sí con un triunfo para cada equipo. El Hispano Atlético terminó último lugar del campeonato y no volvió a participar en primera división.
Jugadores como Carlos "Chale" Silva (quien luego brillaría como defensa central en la época de  El Dorado en Colombia), Rodolfo "Butch" Muñoz (campeón de primera división como jugador y entrenador en México), Gregorio "Goyo" Morales (campeón con el Club Sport La Libertad y la Selección de Costa Rica en el I Centroamericano y del Caribe de Fútbol en 1941), iniciaron como futbolistas juntos en el San Luis F.C de Barrio México a inicio de los 30´s."Goyo" luego de su paso como jugador por el América de México fue en los 60´s bicampeón de segunda división como entrenador con el Deportivo Nicolás Marín. 
Guillermo Artavia fue impulsor del fútbol en Barrio México en los 40´s con el equipo El Radar que sirvió de base al Nicolás Marín. En El Radar inició su carrera el portero Mario "Flaco" Pérez. La plaza frente a la Iglesia de la Santísima Trinidad pronto se convirtió en un punto recreativo y social.

### Deportivo Nicolás Marín (1948-1967)
Fue fundado con el nombre de Deportivo Nicolás Marín por Guillermo Artavia Jaramillo el 9 de mayo de 1948 en honor a Augusto Nicolás Marín Conejo uno de los mártires de la Guerra Civil de 1948 cuyo nombre también recibió la plaza de Barrio México. Nicolás era un joven vecino de esa comunidad. Bajo el mando de Francisco José Marín Conejo como entrenador y la presidencia de Francisco González, el Deportivo Nicolás Marín jugó su primer campeonato oficial en Tercera División en 1949, vistiendo un uniforme totalmente azul con ribete blanco. Un año más tarde el uniforme cambiaría a pantaloneta azul, camisa blanca y la famosa franja roja utilizada hasta el día de hoy. La camisa de la franja fue escogida por Francisco Carmona, entrenador del equipo, en homenaje al River Plate de Argentina.
En la década de los 50´s con el apoyo de Romilio Cubillo el club tenía representantes en todas las categorías (infantil, juvenil, divisiones de honor) que jugaban en la desaparecida cancha llamada Nicolás Marín, enfrente de la Iglesia de la Santísima Trinidad en Barrio México. En 1950 se marcó el inicio de conquistas de la barriada capitalina, obteniendo ese año el pase a la segunda división de forma invicta. En tercera división destacaron Guillermo "Memo" Hernández, "Macho" Acuña, Reinaldo Beckles. En 1951 jugó su primer campeonato de segunda quedando subcampeón. En 1952 el Nicolás Marín gana el torneo de segunda división y disputa un repechaje a tres juegos contra el último lugar de primera división la Unión Deportiva Moravia. La serie quedó empatada por lo que no logró el ascenso.
En 1953 la presidencia de la Junta Directiva la asume Gonzalo Acuña. El Nicolás Marín empezó en esos años a ser semillero de talentos. El defensa Francisco "Macho" Bolaños estuvo en la primera Selección Juvenil de la historia de Costa Rica con motivo del primer Campeonato Centroamericano y del Caribe para jóvenes de 19 años. El equipo nacional al mando del técnico Santiago Bonilla obtuvo el título en forma invicta en el certamen realizado en San José, entre el 5 al 19 de diciembre de 1954. El reconocido periodista Rubén Hernández Poveda asumió la presidencia de la junta directiva al final de la década de los 50´s. En la Selección Nacional de fútbol que disputó los Juegos Panamericanos de Chicago 1959 fueron seleccionados cinco jugadores del Nicolás Marin: Antonio "Toño" Mora (defensa), Rafael Artavia, Álvaro "Picasio" Alfaro (volantes), y los delanteros Miguel Ángel Herrera y Guillermo "Tierra" Acuña, siendo este último el más destacado.
En 1959 disputó el liderato del torneo de ascenso con Puntarenas F.C y el Club Sport La Libertad. Este último sería el vencedor del campeonato. El Nicolás Marín quedó en tercer lugar.
En 1960 el Nicolás Marín con el entrenador "Pachico" García fue uno de los mejores equipos de la división de ascenso, pero sin lograr el campeonato el cual se decidió hasta la última fecha con el Uruguay de Coronado. Obtuvo en ese torneo el subcampeonato. El equipo de la franja anotó 36 goles de los cuales se guarda registro de 22: Guillermo "Tierra" Acuña (8), Mario "Piolo" Hernández (6), Claudio "Cabo" Chaverri (5), Francisco "Icá" Hernández (2) y "Picasio" Alfaro (1). Disputó ese año el Torneo de Copa, llamado en esa oportunidad Copa Presidente, en el que ya empezó a dar muestras de tener nivel para jugar en primera división al vencer en su participación al Cartaginés 3-2.
En 1961 se funda la Liga Superior, luego de que se resolvió el cisma de ese año con el regreso a la Fedefut de los equipos de la Asofut avalada por la Dirección General de Deportes (Liga Deportiva Alajuelense, Heredia, Saprissa, Cartaginés y Orión). Se realizó una pentagonal (Nicolás Marín, Uruguay, El Carmen, La Libertad y Orión) para definir dos clasificados que junto a los cuatro grandes jugarían el nuevo campeonato de primera división. Los clasificados fueron Orión y Uruguay de Coronado.
En el torneo 1962 con el entrenador "Goyo" Morales es campeón de la Liga Mayor (nombre que se le daba en ese tiempo a la Liga de Ascenso) al vencer a Limonense. En ese torneo hubo empate entre esos dos equipos por lo que tuvo que jugarse un partido de desempate el domingo 20 de enero de 1963 en cancha neutral (el Estadio de Heredia). El encuentro terminó 1-0 a favor con gol de Valenciano en el minuto 115 de juego. Destacaron por el equipo de la franja el experimentado Marcial Vargas, el arquero José Manuel "Toribio" Juttner, Álvaro Cháves, "Picasio" Álfaro. Pierde el repechaje para el ascenso contra el último lugar de primera división Uruguay, al caer derrotado en la serie a tres juegos perdiendo el primero 3-1, empatando el segundo 0-0 y el tercero 2-2.
El camino del ascenso fue alcanzado en el campeonato 1963, bajo las órdenes del ex seleccionado nacional y técnico Gregorio “Goyo” Morales en un equipo donde destacaban los experimentados Alexis Goñi, Guillermo "Tierra" Acuña y Alberto "Gallego" Armijo. Vence de nuevo a Limonense en la cuadrangular final por el campeonato de segunda división convirtiéndose en bicampeón. El juego definitorio se jugó en Turrialba el 19 de enero de 1964 con resultado de 4-0 a favor del equipo colacho. Los goles fueron de Bastos, Alexis Goñi, Roy Sáenz y Guillermo "Tierra" Acuña. Al no existir en ese entonces ascenso directo para el campeón el Nicolás Marín tuvo que jugar una serie contra el último lugar de la primera división, en ese torneo el Club Sport Herediano. Ambos clubes jugaron la serie de promoción. El primer partido de la serie fue el 2 de febrero de 1964 y el Deportivo Nicolás Marín triunfó 2-1 con goles de "Cabo" Chaverri y Alexis Goñi. En el segundo, el 5 de febrero de 1964, se repitió el resultado con muy buena actuación de Álvaro Chaves, Alexis Goñi y Roy Sáenz. Por reglamento, el Herediano debió descender, pero la Fedefutbol resolvió ascender al Nicolás Marín, mantener en primera división al Herediano y ascender a Limonense y Puntarenas FC, segundo y tercer lugar de la Liga de Ascenso.
El debut en Primera División fue el 22 de abril de 1964 en triunfo ante el Herediano (2-1) en el Estadio Nacional. El primer gol fue ese día por Álvaro Cháves. Ese mismo día anotó Roy Sáenz quien con los años se convertiría en el máximo goleador del equipo de la franja hasta el día de hoy. Al finalizar el certamen 1964 el Nicolás Marín como se llamaba en ese entonces, ocupó el penúltimo lugar del campeonato con 24 puntos. Para la temporada siguiente el club desciende a la Segunda División, luego de terminar el campeonato con 21 puntos, tres menos que Limonense. Como Nicolás Marín se ganaron cuatro títulos; uno de tercera y tres de la segunda división.
Con el fin de ampliar la base de apoyo del equipo, debido a las simpatías partidarias de la época, y con la anuencia de la familia Marín Conejo se cambió el nombre al equipo a Club Deportivo Barrio México. Los familiares de Nicolás Marín siguen hasta el día de hoy siendo aficionados al equipo de la franja.

### Deportivo México (1967-1979)
En febrero de 1966 asume la presidencia de la Junta Directiva Antonio Solér Salicru. El 19 de diciembre de 1966 gana el campeonato de la Liga Mayor (Liga de Ascenso) al vencer 4-1 a Ramonense con goles de Chaves, "Piolo" Hernández, "Tierra" Acuña y "Cabo" Chaverri. Ganó quince encuentros, empató dos y solo perdió uno con 52 anotaciones a favor. No hay registros suficientes para determinar quien fue el goleador de ese campeonato no obstante es muy probable que el mismo haya sido Guillermo "Tierra" Acuña. Para 1967 el equipo vuelve a la máxima categoría, pero esta vez con el nombre de Barrio México y ocupó el sétimo lugar de diez equipos participantes. En ese año obtiene el Torneo de Copa al vencer a Saprissa 2-1 con gran actuación de Roy Sáenz.
En 1969 el equipo cambia de nombre y pasa a llamarse Deportivo México. Del 70 al 76 el equipo canela, como lo llamó el periodista Parmenio Medina, era semillero de grandes del fútbol nacional de la mano de entrenadores como Francisco Icá Hernández (1970-1972), Max Villalobos (1973), Didier "Zorro" Castro en 1976.  Además que en un momento dado llegó a contribuir con cinco jugadores para la Selección Nacional.
En 1970 finalizó el torneo en la cuarta posición general por debajo de Alajuelense, Saprissa y Herediano. En 1971 se proclamó de nuevo campeón del Torneo de Copa. En el Campeonato de Fútbol de Costa Rica 1973, año del 25 aniversario del club, el equipo terminó segundo lugar de la tabla acumulada y tercer lugar de la cuadrangular final. En la eliminatoria para Alemania 1974 el seleccionador Humberto Maschio convocó al volante José Manuel "Chinimba" Rojas.
El Deportivo México haría su mejor temporada en la máxima categoría en 1976, al concluir el campeonato como Subcampeón Nacional. La tabla de posiciones final se vio muy alterada ya que Saprissa conquistó menos puntos que el Deportivo México en la primera fase, pero ganó la pentagonal y eso le valió el cetro y el primer lugar. En ese campeonato el 30 de mayo de 1976 se dio el resultado de Saprissa 0-Deportivo México 4.
En 1976, para los partidos eliminatorios hacia el Mundial de Argentina 1978, fueron convocados por el entrenador de la Selección Nacional Juan José Gámez varios jugadores canelas: Carlos Macho Ovares, Alexis Alfaro, "Chinimba" Rojas, Johnny y William Fisher. Este último anotó en el empate 1-1 en Guatemala el 12 de diciembre de ese año.
Es recordado el empate del equipo canela contra el Gremio de Porto Alegre de Telê Santana y jugadores como Tadeu Ricci, Zequinha y Atilio Ancheta. El resultado fue 1-1 el viernes 4 de marzo de 1977 en el Estadio Nacional de la Sabana. El gol mexicanista fue anotado por Howard Rooper. El Gremio en esa visita a Costa Rica había vencido a Saprissa 1-4 y a Herediano 0-2. Ese año el Gremio ganó el Campeonato Gaúcho. El 24 de junio de ese año el Deportivo México perdió contra Newell´s Old Boys de Argentina (0-1) en el Estadio Saprissa. En ese encuentro jugó el argentino Ricardo Giusti.
En 1977 el equipo canela participa en la VII Copa de la Fraternidad Centroamericana en ese entonces el torneo regional donde queda en cuarto lugar con un balance de cinco ganados, cuatro empatados y tres perdidos. Vence a Saprissa 2-1, de El Salvador al Once Municipal (2-1 y 1-3), al Águila (1-0) y al Aurora de Guatemala 1-0. El campeón de ese torneo fue el Municipal de Guatemala ante el que se empató 1-1.
En 1978 en la VIII Copa de la Fraternidad elimina al campeón Municipal de Guatemala en una serie a dos partidos con resultados de 0-0 en Guatemala y 1-1 en San José venciendo en la serie de penales [3-1]. El torneo es ganado por Saprissa.

### Municipal San José (1979-1986)
En 1979 cambia nuevamente su nombre y se convierte en Municipal San José y al igual que en la campaña de 1965 el equipo desciende a la Segunda División, pero su regreso no tardaría mucho. El 31 de enero de 1981 en el Estadio Rosabal Cordero obtiene el título de Campeón del torneo 1980 bajo la dirección de "Pachico" García, ganando el ascenso al Deportivo Yuba Paniagua de San Rafael de Heredia. El mejor anotador en ese torneo para el equipo canela fue Luis Carlos "Pipas" Calvo. En 1981 el Municipal San José vuelve a participar en la división de honor, aunque su retorno no fuera tan protagónico como en temporadas pasadas.
El 30 de enero de 1982 luego de un entrenamiento en Heredia, el bus que llevaba de regreso a San José a jugadores y cuerpo técnico de la escuadra canela se estrelló y fallecieron cinco personas, los tres futbolistas: Johnny Fisher Salgado, Miguel Arias Soto, Luis Manuel Chacón; el preparador Físico del equipo de promesas Guillermo Orozco Sandí y el propio conductor del autobús, Elías Córdoba Murillo. Este suceso es recordado, como uno de los episodios más tristes, de la historia del fútbol nacional.  En 1984 el Municipal San José desciende a Segunda División.

### Barrio México (1986-2017)
En 1986 pasa a llamarse de nuevo Asociación Deportiva Barrio México. El exjugador Alexis Alfaro fue el entrenador en segunda división en la década de los 80´s e inicio de los 90´s, disputando cuatro hexagonales seguidas de 1987 a 1990, pero sin alcanzar la final. Participaron en esos años jugadores como Juan Morales, los hermanos Gunther y Paul Mayorga, Eduardo Gamboa, Alberto Díaz, Luis "Batman" Alpízar, Rodrigo Barboza, Carlos Moscoa, entre otros.
En 1994 jugó la final contra Sagrada Familia, perdiendo en la serie de penales. En el torneo 1999-2000 con Leonardo Mata como entrenador Barrio México llega hasta semifinales perdiendo la serie (3-4) contra el Municipal Osa que al final ganaría el torneo. Las semifinales se jugaron el 6 de mayo de 2000 en el Estadio Saprissa con resultado 2-1 a favor y el 14 de mayo del 2000 de visita en Osa 3-1. En ese torneo destacaron para el equipo canela Erick Jiménez que sería el goleador del torneo con 28 goles, Nelson Fonseca que llegó cedido por el Tecos de México, Paul Mayorga, Cristian Giró, Gustavo Villar, pero sin lograr llegar a la final. En el Torneo 2008 pierde la final del Torneo de Clausura contra Ramonense. Ganó el primer encuentro 1-2 en San Ramón, pero perdió de local 0-3 en tiempos extra. En el Torneo de Clausura del 2009, Barrio México fue el campeón de la Liga de Ascenso, más no le bastó para ascender a Primera, pues tuvo que disputarse el pase con el Santos de Guápiles quien hizo lo suyo en el Torneo de Apertura. El Santos venció a Barrio México por la mínima diferencia de un gol y así obtuvo su estadía en Primera División (4-3 en el marcador global) siendo dirigidos por el exmundialista Róger Flores.  En 2010 pierde la final del Ascenso contra Limón.
Un mes después de perder el ascenso contra Limón, el equipo canela volvió a la primera división gracias al intercambio de la franquicia que pertenecía a Liberia Mía para el Campeonato de Invierno 2010, luego de más de 25 años de estar ausente de esta competencia. Desde el aspecto deportivo el equipo tuvo buen rendimiento llegando a cuartos de final del Campeonato de Invierno 2010 y quedando en tercer lugar de la tabla general de la mano del entrenador Marvin Solano (Mejor entrenador de ese campeonato para la UNAFUT). Destacaron jugadores como Maikol Ortíz (considerado el mejor jugador de ese torneo por la prensa nacional), Jorge "La Flecha" Barbosa, Verny Scott y Víctor Bolívar. Este último fue incluso convocado durante ese torneo a la Selección Nacional y considerado mejor arquero del torneo por la UNAFUT. El equipo no pudo disputar los cuartos de final de ese torneo debido a deudas que se arrastraban de la franquicia que se había intercambiado para jugar en primera división. Es recordado de ese campeonato el triunfo 2-3 en el Estadio Ricardo Saprissa con el que Barrio México eliminó a Saprissa de ese torneo.
En el Campeonato de Verano 2011 tras una serie de problemas de franquicia y adeudos salariales, el cuadro canela es expulsado por motivos reglamentarios de la Primera División el 1° de marzo de 2011, tras resolución de la Asamblea de Representantes de la UNAFUT. A raíz de este problema, la franquicia que fue cedida a Mario Sotela para que el club Águilas (Liberia Mía) jugara en segunda división; fue devuelta a Barrio México, de esta forma el equipo regresa a la Segunda División en la temporada 2011-2012, donde se mantiene actualmente. Desde el aspecto deportivo la expulsión se dio a falta de cuatro partidos para terminar la primera fase. Al ser expulsado el equipo canela contabilizaba 31 puntos y en la clasificación estaba por encima de la UCR descendido en ese torneo y Puntarenas Fútbol Club. De ese torneo se recuerda el triunfo ante Alajuelense 3-2 con gran actuación de Walter Chévez y James Scott. Hansell Aráuz siendo jugador mexicanista fue convocado por el entrenador Ricardo La Volpe a la Selección que disputó la Copa América 2011.
En diciembre de 2014 bajo el mando de Johnny Chàves y jugadores como Erick Marìn y Christian Carrillo el equipo de la franja obtuvo el Campeonato del Torneo de Apertura 2014 de la Liga de Ascenso, luego de vencer a San Carlos y vencer en rondas previas a Puntarenas FC y la Asociaciòn Deportiva Guanacasteca.
En la temporada 2017-2018 el club se vio forzado a desaparecer, por tener una enorme deuda con la CCSS, por lo cual retiró su participación del torneo. Para la temporada 2018-2019 se espera su regreso a la Primera División de Linafa a través de una nueva personería jurídica como asociación Deportiva, a pesar de eso en la campaña del 2018-2019 de Linafa en la tercera división del fútbol costarricense ascendieron de nuevo al vencer a San Luis de Puntarenas el 19 de mayo de 2019 por un global de 2-1. En julio del 2022, se anunció la compra de la franquicia perteneciente a la Asociación Deportiva Barrio México que militaba desde el 2019 en la Liga de Ascenso por parte de la Asociación Deportiva Sarchí para la temporada 2022-2023.

## Palmarés
- Campeón de Torneo de Copa (2): 1967, 1972
- Subcampeón de Torneo de Copa (1): 1974[97]
- Subcampeón de Supercopa de Costa Rica (1): 1967
- Subcampeón de la Primera División de Costa Rica (1): 1976
- Campeón de Liga Mayor de Fútbol de Costa Rica (6): 1952, 1961, 1962, 1963, 1966, 1980, Apertura 2014
- Subcampeón de Liga Mayor de Fútbol de Costa Rica (6): 1951,[98] 1960, 2008-09[99] 2009-10, 2013-14[100]
- Tercera División de Costa Rica (2): 1950, 1954
- Primera División de LINAFA (1): 2018- 19
- Campeón Nacional Juvenil (4): 1958, 1981[98] 2009–2010, Verano 2012[101]
- Campeones goleadores de la Liga de Ascenso: José Libardo Duarte 15 goles 1995–1996, Erick Jiménez 28 goles 1999–2000, Bill González 18 goles 2015–2016.
- Campeón goleador de Tercera División Norman Sánchez Palomo 25 goles en 1950[102]

## Datos históricos
- Este club fue el primero en la historia del fútbol costarricense donde sus aficionados cantaban canciones en el estadio.
- Es el equipo con más títulos de la Segunda División de Costa Rica obtenidos en 1952 (de forma invicta), 1961-62, 1962-63, 1965-66 y 1980. Las tres primeras veces estaba vigente el sistema de repechaje donde el campeón de segunda no tenía su pase directo a la Primera División, sino que disputaba una serie de promoción ante el último lugar del torneo de la división de honor. El equipo canela logró el ascenso en 1963 cuando venció al CS Herediano y logró su cupo en la primera. La Federación de Fútbol tomó la polémica decisión de perdonar el descenso del Herediano y mantener el ascenso del equipo canela.[12] No obstante, el equipo de la franja no fue el primer equipo de Barrio México en ascender a la primera división del fútbol costarricense. Antes el Club Sport México en 1932 y el Hispano Atlético, ambos de Barrio México, jugaron en la máxima categoría. En cuanto títulos se tiene el dato que el Hispano Atlético fue subcampeón de la Liga de Ascenso en 1931.
- Es conocido con gran cariño, admiración y respeto como el equipo canela debido a la jerga utilizada a inicios de los setenta en los barrios capitalinos en la que algo de calidad se le decía "canela". En la época del Nicolás Marín el equipo era llamado "Colacho" tal y como sus amigos llamaban en vida a Nicolás Marín.[103]
- Guillermo Artavia antes de fundar el Deportivo Nicolás Marín tuvo en los años 40´s un equipo en Barrio México llamado El Radar. En este equipo empezó su carrera futbolística el arquero Mario "Flaco" Pérez quien es considerado uno de los mejores porteros de Costa Rica en el siglo XX. Pérez, quien era vecino de Barrio México, cuenta la anécdota que cuando cumplió 15 años, había alcanzado 1,90 metros de altura. Para entonces, los reglamentos tenían tres variables para determinar la participación de un jugador en las diferentes ligas: el peso, la altura y la edad. "Ahí empezó el problema: por la altura, ya no podía jugar en ligas menores, por lo que no me tocaría jugar en tercera división, pero no tenía la edad suficiente ni el peso necesario. A esa edad estaba en el equipo Nicolás Marín y era dirigido por un señor de apellido Artavia. Él no me ponía a jugar por miedo a que me golpearan ya que yo era muy delgado. Siempre estaba en banca”. En el año 1973 Pérez contribuyó con el Deportivo México como preparador de porteros.[104]
- Luis "Mesa" Nuñez con 239 partidos es el jugador del equipo canela con más encuentros disputados en Primera División.[105]
- El goleador histórico en primera con la camiseta de la franja es Roy Sáenz (73 tantos) quien a su vez es el jugador más veces seleccionado con nueve juegos y tres goles. Sáenz fue también Presidente del equipo en 2010. Él se declara aficionado mexicanista de corazón, barrio en el que reside.[106] El mejor anotador en torneos regionales es William Fisher Salgado con sus cinco anotaciones en la Copa Fraternidad Centroamericana de 1977 y 1978.[107]
- La Federación Internacional de Historia y Estadística de Fútbol (IFFHS), con sede en Alemania y avalada por FIFA, escogió al Deportivo Barrio México sétimo mejor equipo de Costa Rica y 51 de Concacaf del siglo XX. La decisión se basó principalmente en la participación del equipo canela a nivel regional.[108][109]
- El Estadio Nacional ha sido el utilizado más veces en Primera División con 279 juegos.[110]
- Cuatro exjugadores canelas que militaron en primera división Alexis Goñi,[111] Didier Gutiérrez, Roy Sáenz y José Manuel "Chinimba" Rojas fueron escogidos en la lista de los 100 Grandes de la Historia del Fútbol Tico, elaborada por Gerardo Coto y Rodrigo Calvo, miembros de la Comisión de Historia de la Unión de Clubes de Primera División (Unafut) en 2009. En Segunda División tres jugadores. En la época del Deportivo Nicolás Marín Alberto Armijo[112] y Alexis Goñi que jugó en el equipo que ascendió en 1963. Hernán Medford en el Municipal San José.[113] Alberto "Gallego" Armijo es integrante de la Galería del Deporte de Costa Rica.
- De Chinimba Rojas se ha dicho que contaba con la inteligencia de un arquitecto.[114]
- Juan Gutiérrez fue también uno de los mejores porteros del equipo canela. Campeón del Norceca en 1969 (equivalente a la actual Copa Oro).[115] Fue traspasado al Saprissa en 1970 en una cifra récord entonces de ¢100.000, luego de una fuerte pugna con Alajuelense. Jugó también con el Municipal San José en 1982, año de su retiro definitivo.[116][117]
- Un factor que influyó en la práctica del fútbol en Barrio México fue la Plaza Nicolás Marín ubicada en el lugar donde hoy está el Parque de Barrio México. Muchos jóvenes vecinos del Barrio y que jugaron fútbol en esa plaza, luego militaron en primera división como Mario "Flaco" Pérez[118] y los hermanos Hernández: Guillermo “Memo” del Deportivo Saprissa, Mario “Piolo”, Álvaro, Rodrigo "Mino" y Francisco "Icá" con el Nicolás Marín.[119][104] Servía de espacio recreativo y torneos para jóvenes de barrios vecinos como Iglesias Flores, Claret y Paso de la Vaca.[120] Roy Sáenz, Roberto "Pelé" Martínez y José Luis Cubillo surgieron del Atlante que fue el equipo de Claret que disputó el torneo del barrio en 1962.[121][122][123][124] Una de las principales necesidades que se ha identificado en Barrio México es la necesidad de un polideportivo sin que hasta el momento se haya logrado.[125]
- El gol a favor más rápido en un partido lo realizó Julio Ugarte a los 10 segundos el 11 de agosto de 1974 en juego que terminó Saprissa 1 - Deportivo México 1.[126]
- En 1976 pese a que Saprissa quedó campeón, es recordada la goleada de 0-4 que le propinó el Deportivo México en la "Cueva del Monstruo". El partido fue el domingo 30 de mayo de 1976. Árbitros: Eduardo Barrantes, con José Luis Valverde y Saturnino Espinoza. Goles: Johnny Fischer Salgado, al minuto 36; y tres de su hermano, William Fisher Salgado, convirtió tres a los 55’, 70’ y 73’. Las alineaciones fueron: Dep. Saprissa con Sergio Salazar (Román González); Jorge Pacheco, Bolívar Quirós, Luis Diego González y Wilberth Barquero; Fernando "Príncipe" Hernández (Hernán Morales),  Gerardo Ureña (Héctor Ricardo Palma) y Mario Arce; Francisco "Chico" Hernández, Carlos Solano y Gerardo Solano. Técnico: Marvin Rodríguez. Deportivo México: José Antonio Espinoza; Alexis Alfaro, William Jiménez, Eduardo Gamboa y Gilberto Beto Ugalde; Sergio Blanco (Víctor Gerardo "Palomino" Calvo), José Manuel "Chinimba" Rojas y Johnny Fisher Salgado; Roy Sáenz (Rodrigo "Pigo" Soto), Carlos Ovares (Alberto Foster) y William Fisher Salgado. Técnico: Didier "Zorro" Castro. Taquilla: 3.969 espectadores dejaron la suma de ¢38.948.[127] Otro resultado que se recuerda es el del 27 de septiembre de 1964: Saprissa 0-Nicolás Marín 3.
- El Sport Boys de Perú jugó un partido amistoso con el Municipal San José para recaudar fondos por la tragedia del 30 de enero de 1982. El juego se realizó el miércoles 24 de febrero de 1982. Ganó el Sport Boys 0-2 contra un disminuido equipo del Municipal San José que aun tenía a varios jugadores recuperándose del accidente por lo que tuvo que recurrirse a exjugadores y reservas. Jugaron en el equipo peruano los seleccionados Juan José Muñante, Miguel Seminario, Ernesto Labarthe, y Julio César Antón. Estos dos últimos anotaron los goles del partido.[128][129]
- En 2010 Barrio México venció en el Estadio Coyella Fonseca 3-1 al Comunicaciones de Guatemala que contó en ese encuentro con jugadores como Milton "Tyson" Nuñez y Rolando Fonseca.[130]
- En 2012 se convocó una Selección costarricense de la Liga de Ascenso para participar en la Copa México Continental. En ese equipo fueron seleccionados los volantes de Barrio México Juan Jawny y David Guzmán.[131]
- El Barrio México ha contado con equipos en torneos de fútbol sala y fútbol playa organizados por la Federación Costarricense de Fútbol.[132] Juan Valverde que militó en el equipo canela en el Campeonato de Verano 2014[133]  anotó un gol en el Mundial de Fútbol Sala 2000 realizado en Guatemala. Diego Solís Le Roy que jugó también en el Mundial de FIFA de Fútbol Sala Hong Kong 1992 jugó en la Liga de Ascenso con Barrio México.[134] Hubo un equipo de Voleibol en primera división llamado Deportivo México en los años sesenta en el cual destacó Carlos Millet Bonilla y que obtuvo el subcampeonato nacional en 1962.[135] En Fútbol Playa ha destacado el jugador mexicanista Leonardo Vega en la portería, seleccionado nacional en los premundiales de 2006 y 2008.[136]
- Guillermo Vargas Roldán cuyo nombre lleva el Estadio de San Ramón de Alajuela y recordado dirigente de la Asociación Deportiva Ramonense nació en Barrio México. Sus comienzos como futbolista fueron en los años 30´s, en el Ramiro Aguilar que fue la base del equipo que luego se llamó Nicolás Marín.[137]
- Hernán Medford es el único jugador que militando en Barrio México ha anotado un gol en un campeonato mundial. Lo hizo a Arabia Saudita en el Mundial Infantil de China 1985. Nelson Fonseca que militó por varias temporadas en el equipo canela también anotó en el Mundial Infantil de Ecuador 1995 a Ghana. No obstante, en ese momento pertenecía a las ligas menores del Saprissa.[138] Berny Ulloa quien fuera árbitro internacional y fue juez de línea en el partido de la final del Mundial de México 1986, fue lateral izquierdo del Deportivo México a inicio de los setenta.[139] Paul Mayorga era arquero en ligas menores de Barrio México cuando fue seleccionado para el Mundial Juvenil de Arabia Saudita 1989.[140] Derrick Johnson era jugador canela al ser convocado para el Mundial Juvenil de Egipto 2009. Gherland McDonald, seleccionado en el Mundial Infantil Finlandia 2003, jugó en 2009 para Barrio México.[141] Caso similar al del arquero Pablo Quesada que jugó en el Mundial Sub-17 de Trinidad y Tobago 2001 y en 2009 jugó en el equipo de la franja.[142] Carlos Chacón Barrientos jugó en el Mundial Sub-17 Perú 2005 siendo lateral de Barrio México.[143]
- Varios jugadores canelas han sido convocados a selecciones menores a través de los años como Francisco "Macho" Bolaños en la primera Selección Juvenil de la historia de Costa Rica con motivo del I Campeonato Centroamericano y del Caribe para jóvenes de 19 años en 1954. En la Selección Nacional de fútbol que disputó los Juegos Panamericanos de Chicago 1959 fueron seleccionados cinco jugadores del Nicolás Marin: Antonio "Toño" Mora (defensa), Rafael Artavia, Álvaro "Picasio" Alfaro (volantes), y los delanteros Miguel Ángel Herrera y Guillermo "Tierra" Acuña, Gilberto "Beto" Ugalde en los Juegos Centroamericanos de Guatemala 1973,[144][145] Carlos "Bambán" Porras siendo jugador canela fue seleccionado juvenil en 1978, al igual que Leonardo Ly en 2004.[146]
- Guillermo Chacón Calderón fue directivo por más de treinta años de los cuales fue presidente durante veintitrés.[147]  El Campeonato Nacional 2008–2009 de la Liga de Ascenso, llevó su nombre como homenaje.[148] Otros presidentes del equipo canela han sido entre otros: Rubén Hernández Poveda, Manuel Torres Marín, Gonzalo Acuña (su hijo Guillermo "Tierra" Acuña fue uno de los principales jugadores del Nicolás Marín), Francisco González, Alfredo "Chispa" Sánchez, Antonio Soler, Rodrigo Suárez Megido, Edgar Salas Dobles, Cecilio Aranda Meléndez, Rafael Ángel Arias Umaña, Roy Sáenz, Rolando Zelaya.
- El equipo canela ha tenido resultados abultados a favor en primera división como el domingo 18 de octubre de 1964 que venció 5-2 a Limonense en el Estadio Nacional,[149] el domingo 9 de enero de 1966 que venció 6-1 al Orión F.C,[150] el 6 de noviembre de 1977 cuando derrotó 2-6 a Turrialba en el Estadio Fello Meza y el 5 de septiembre de 2010 que venció a Puntarenas en el Estadio Lito Pérez 2-5.[151][152][153] En segunda división el 9-2 a Puriscal en la temporada 1966 y el 9-0 a Cariari Pococí el 19 de marzo de 2014.[55]
- El exbasquetbolista Eddy Bermúdez recordó en entrevista con ocasión de su incorporación a la Galería del Deporte costarricense como en su juventud jugó al fútbol en Barrio México.[154]
- En tres campeonatos de primera división el primer gol lo anotó un jugador mexicanista. La primera vez fue en el campeonato de 1973 cuando Emilio “Pity” Valle venció al arquero de San Ramón Gerardo Alvarado al minuto 30 en juego efectuado en el Estadio Vargas Roldán en juego que terminó empatado 1-1. La segunda oportunidad fue en 1981 cuando el también delantero Carlos Cuevas venció al salvadoreño Carlos “Cacho” Meléndez del San Miguel al minuto 6 de juego en el Estadio Rosabal Cordero. El entonces Municipal San José ganó 3-0 a los guadalupanos. La tercera ocasión fue el sábado 24 de agosto de 2010 en juego contra Brujas FC en el Estadio "Cuty" Monge. El volante Francisco Flores Zapata anotó el único gol.[155]

Escudo Deportivo Nicolás Marín 1948-1967
La M y La Franja han sido los distintivos característicos del equipo canela a través de los años
Escudo de San José utilizado de 1979 a 1986 años en que el equipo se llamó Municipal San José
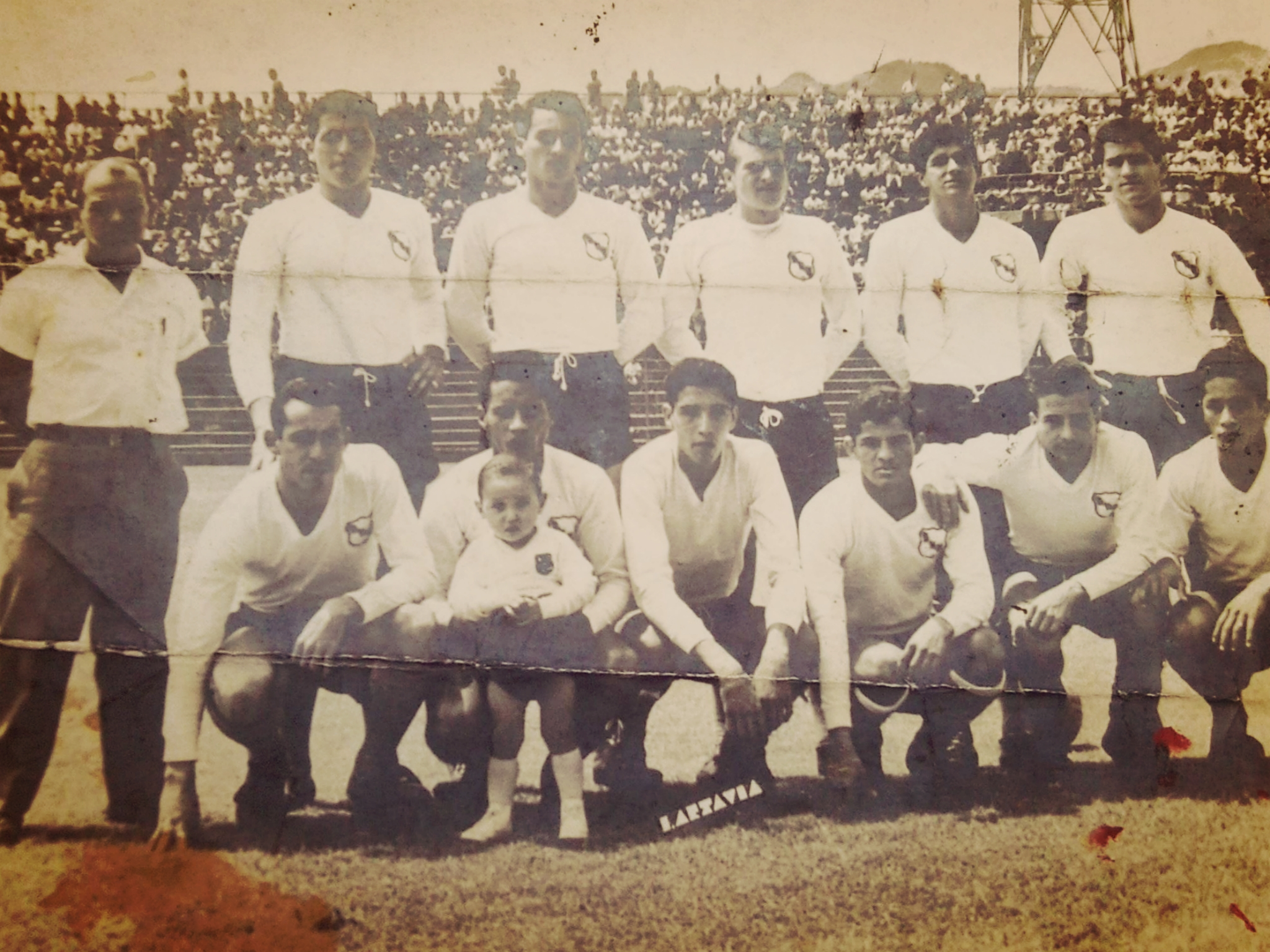
Nicolás Marín a inicio de los sesentas con el goleador Roy Sáenz y el arquero Juan Gutiérrez
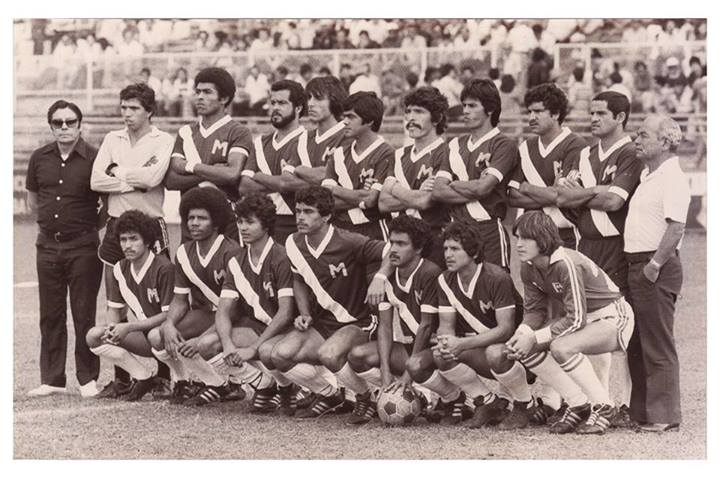
Equipo Campeón Ascenso 1980: Cosio, "Superman" Vargas, Johnny Fischer, Carlos Cuevas, "Pestañas" Alfaro, Eduardo Gamboa, Lobo, "Pipas" Calvo, Julio Paniagua, "Mesita" Nuñez, "Pachico" García (DT), Warner Ruiz, "Tamba" Castro, Mario Brenes, Sivianni Rodriguez, Conejo, Royner Berrocal, Rodrigo Garita y Eduardo Rodriguez
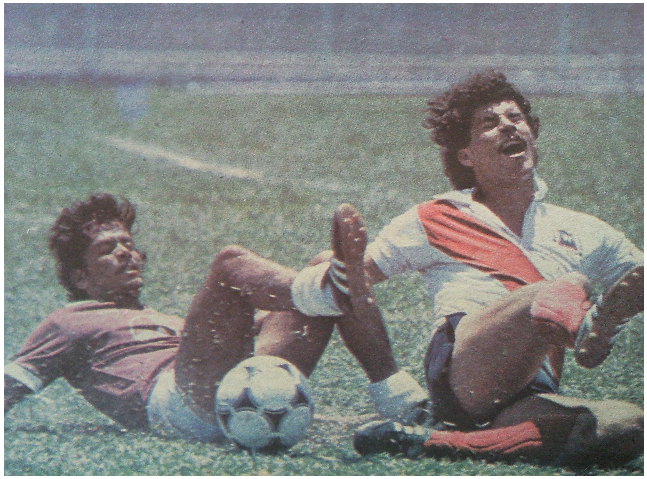
Wally Solano (Saprissa) y Giovanni Alfaro (Municipal San Jose) en disputa por el balón
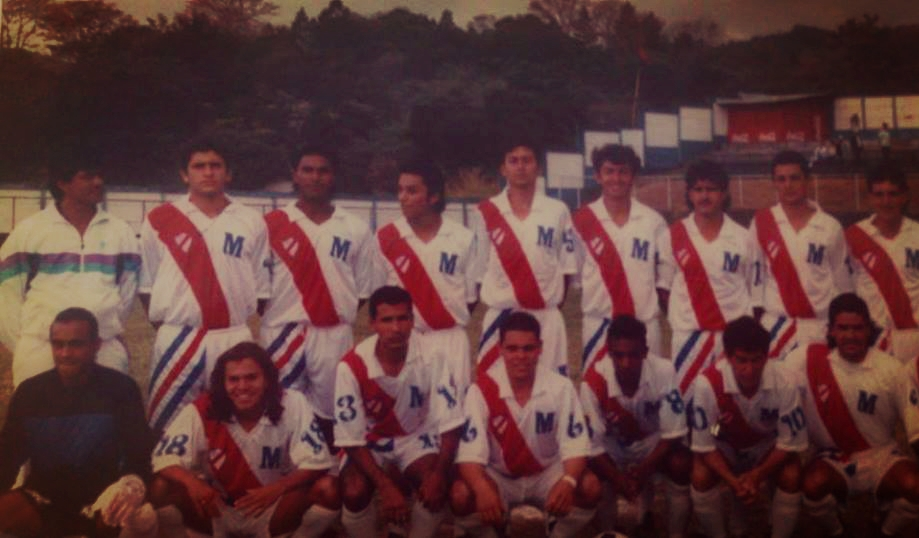
Barrio México en 1994 disputó la final del ascenso contra Sagrada Familia perdiendo en penales
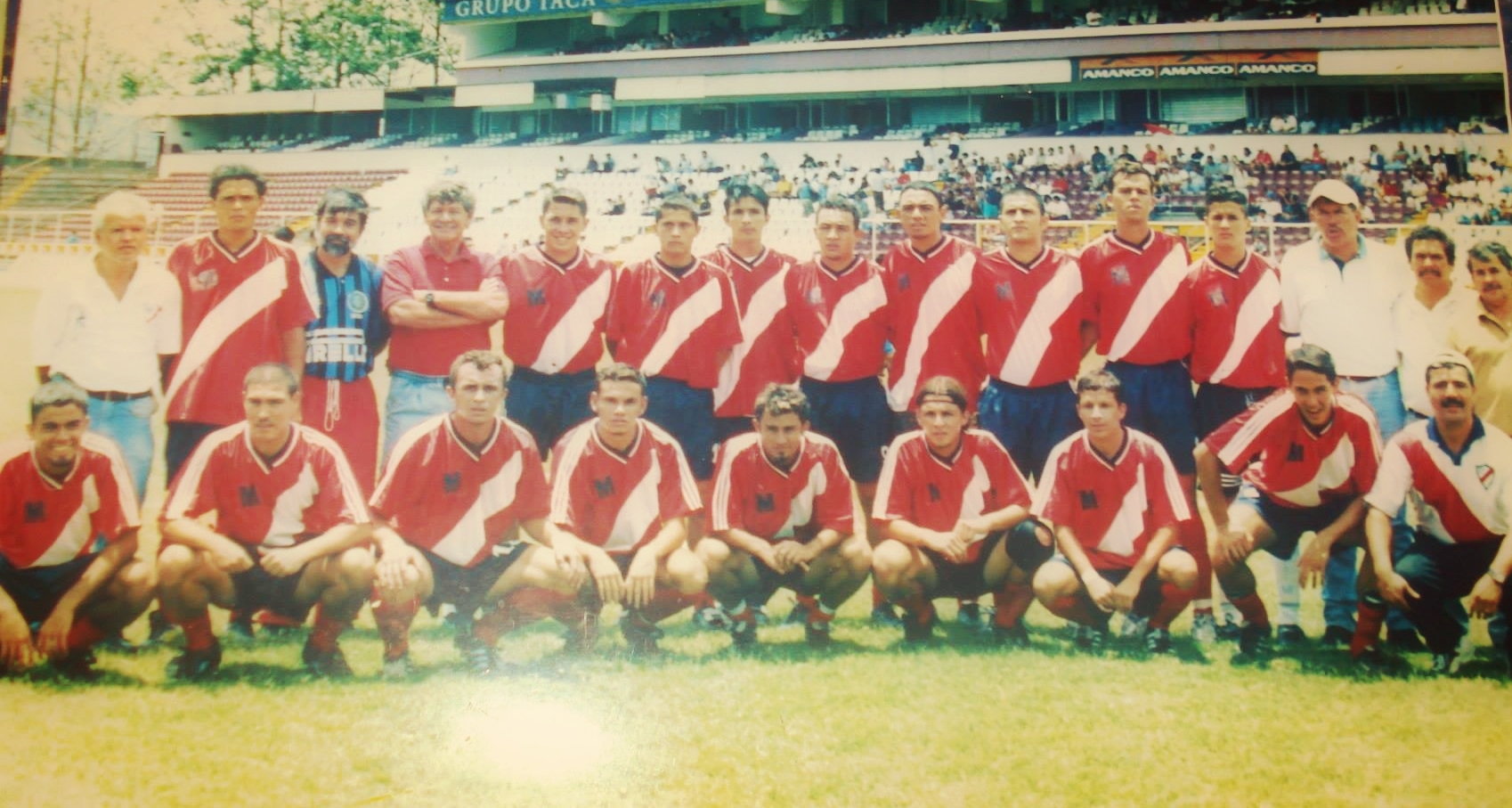
Erick Jiménez, Nelson Fonseca, Paul Mayorga destacaron en el Torneo 2000 de Segunda División dirigido por Leonardo Mata
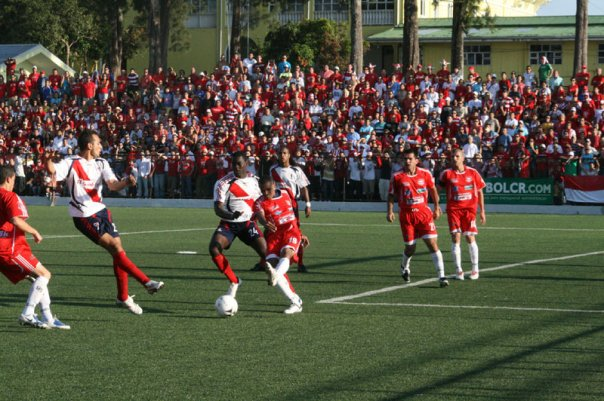
Barrio México fue Campeón del Clausura 2009 en la Liga de Ascenso bajo la dirección técnica de Róger Flores

## Uniformes
Los uniformes de Barrio México han sido de la marca italiana Lotto, Sportek y Uniformes JB.
La camiseta con la franja surgió en homenaje al Club Atlético River Plate de Argentina. Comparte la característica franja roja en fondo blanco con la selección de Perú, el Rayo Vallecano de España y el Club Deportivo Municipal de Perú. 

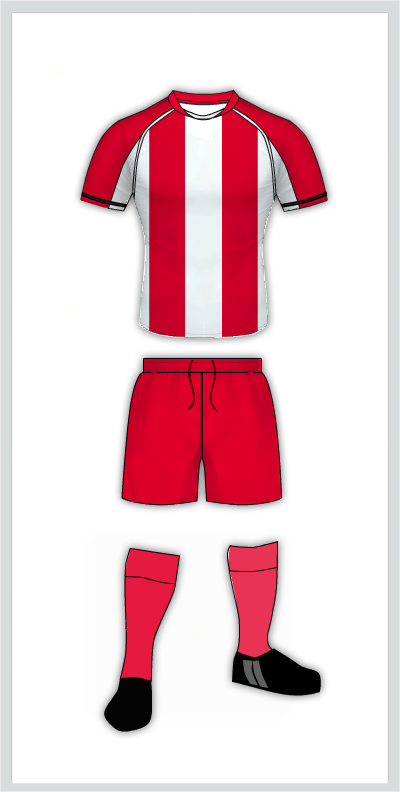
Club Sport México 1932-1934
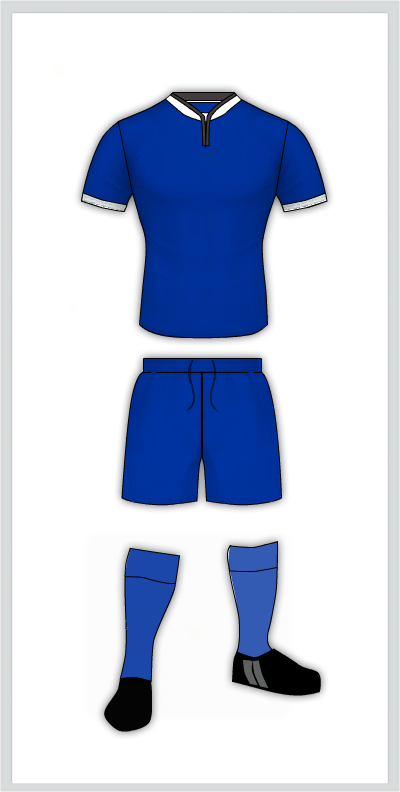
Deportivo Nicolás Marín 1949
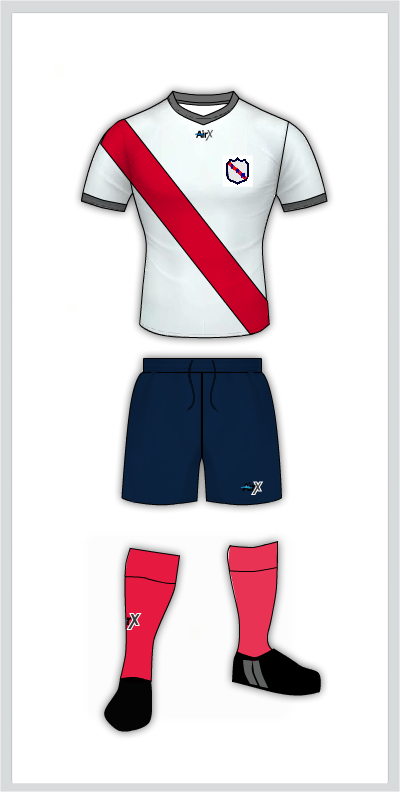
Deportivo Nicolás Marín 1950
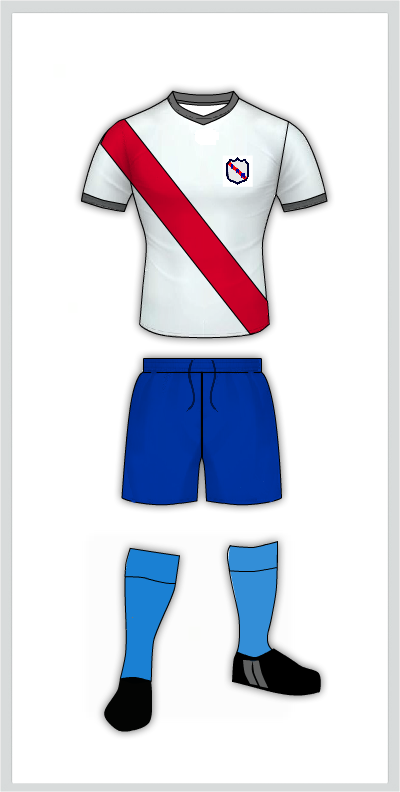
Deportivo Nicolás Marín 1964
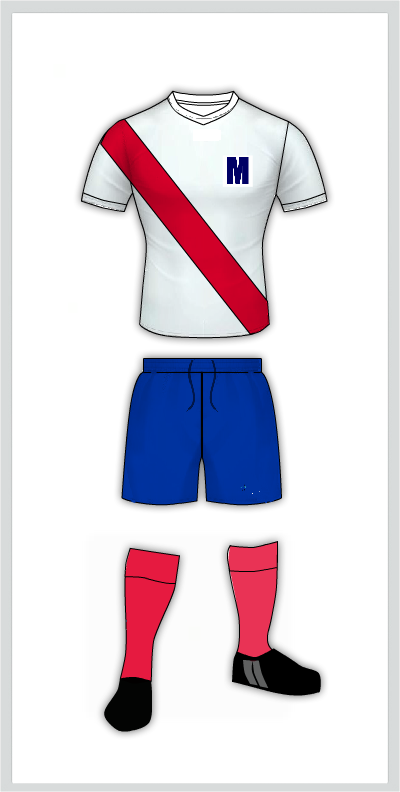
Deportivo México 1970
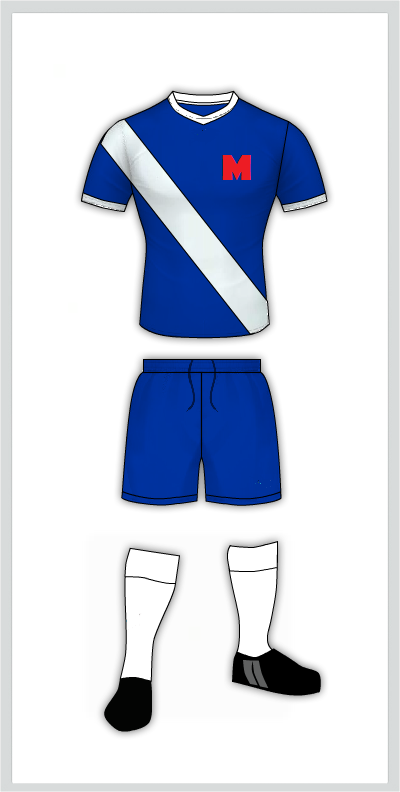
Segundo uniforme Deportivo México 1978
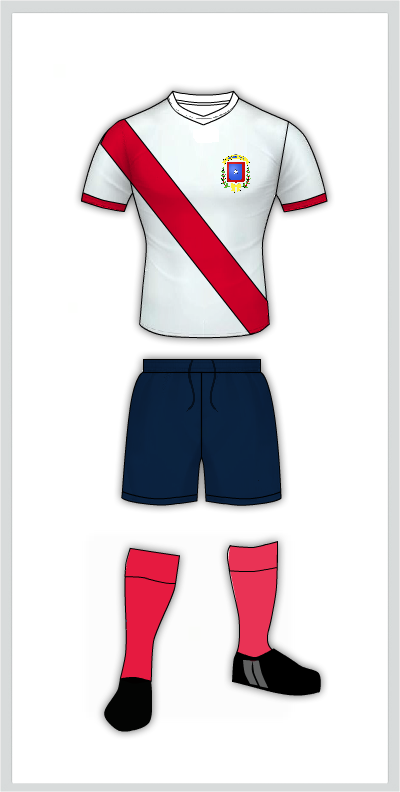
Municipal San José 1985
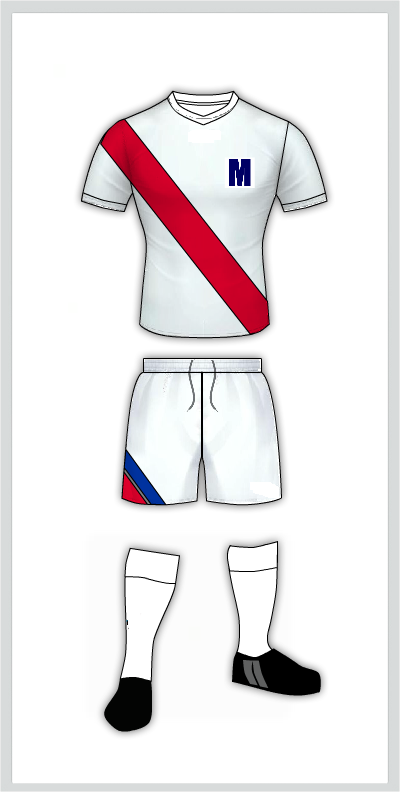
Barrio México 1994
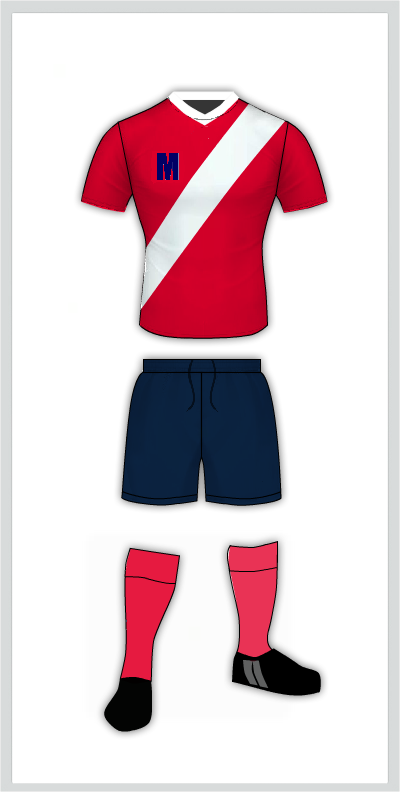
Segundo uniforme Barrio México en el 2000
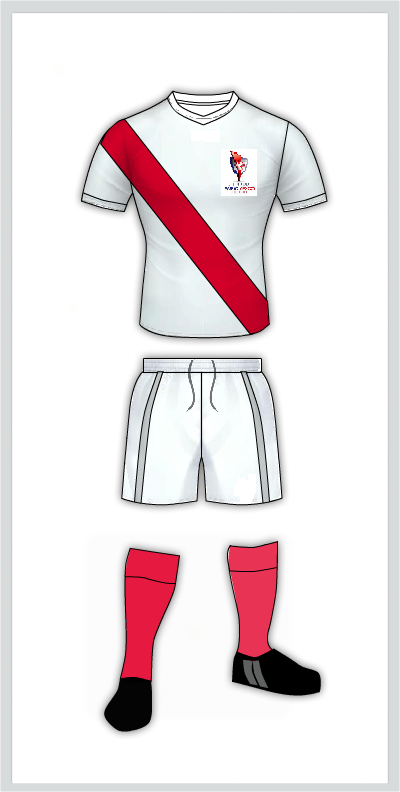
Barrio México 2010
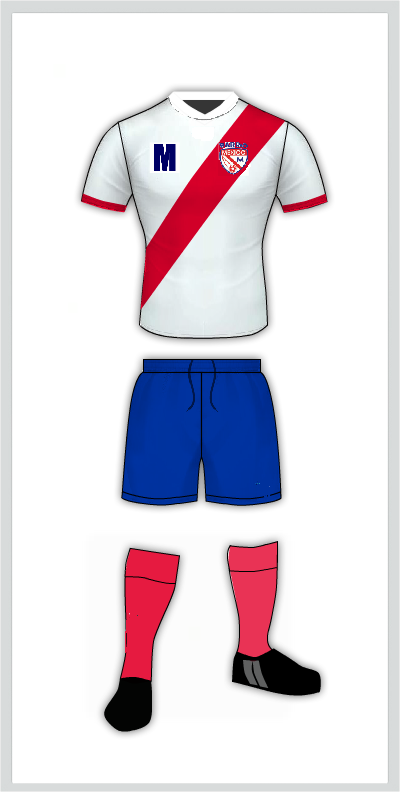
Barrio México 2013
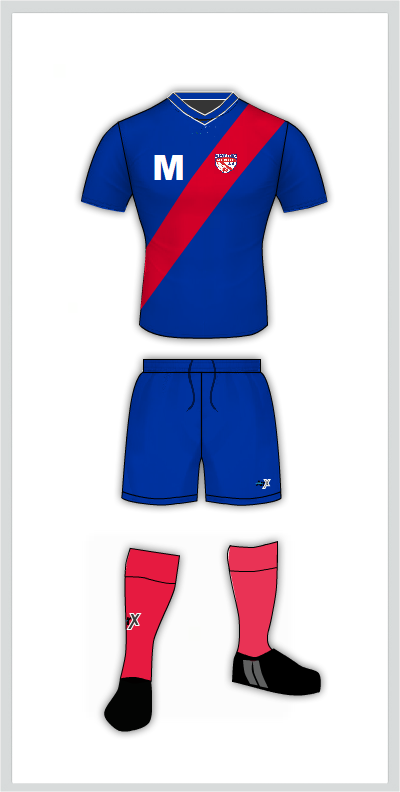
Segundo uniforme 2014